# 야마토촌 (니가타현 기타칸바라군)
야마토촌(大和村)은 니가타현 기타칸바라군에 설치되었던 촌이다. 현재의 아가노시에 해당한다.

## 연혁
- 1889년 4월 1일 - 정촌제 시행에 따라 고케촌(小浮村, こうけむら)이 발족.
- 1891년6월 5일 - 고케촌이 야마토촌(大和村)으로 개칭.
- 1901년 11월 1일 - 야스다촌, 아카사카촌과 합병하여 야스다촌을 신설.